# Hommarting
Hommarting (fràncic lorenès Hummeding) és un municipi francès situat al departament del Mosel·la i a la regió del Gran Est. L'any 2007 tenia 800 habitants.

## Demografia

### Població
El 2007 la població de fet de Hommarting era de 800 persones. Hi havia 284 famílies, de les quals 35 eren unipersonals (8 homes vivint sols i 27 dones vivint soles), 103 parelles sense fills, 138 parelles amb fills i 8 famílies monoparentals amb fills.
La població ha evolucionat segons el següent gràfic:
Habitants censats

### Habitatges
El 2007 hi havia 299 habitatges, 282 eren l'habitatge principal de la família, 1 era una segona residència i 16 estaven desocupats. 282 eren cases i 17 eren apartaments. Dels 282 habitatges principals, 248 estaven ocupats pels seus propietaris, 31 estaven llogats i ocupats pels llogaters i 4 estaven cedits a títol gratuït; 2 tenien una cambra, 7 en tenien dues, 11 en tenien tres, 54 en tenien quatre i 207 en tenien cinc o més. 247 habitatges disposaven pel capbaix d'una plaça de pàrquing. A 93 habitatges hi havia un automòbil i a 171 n'hi havia dos o més.

### Piràmide de població
La piràmide de població per edats i sexe el 2009 era:
| Homes | Edats   | Dones |
| ----- | ------- | ----- |
| 4     | 95 o +  | 0     |
| 8     | 90 a 94 | 4     |
| 4     | 85 a 89 | 8     |
| 4     | 80 a 84 | 4     |
| 4     | 75 a 79 | 8     |
| 20    | 70 a 74 | 8     |
| 8     | 65 a 69 | 16    |
| 20    | 60 a 64 | 24    |
| 12    | 55 a 59 | 4     |
| 28    | 50 a 54 | 24    |
| 36    | 45 a 49 | 32    |
| 20    | 40 a 44 | 12    |
| 28    | 35 a 39 | 40    |
| 32    | 30 a 34 | 20    |
| 8     | 25 a 29 | 8     |
| 44    | 20 a 24 | 24    |
| 20    | 15 a 19 | 12    |
| 16    | 10 a 14 | 16    |
| 28    | 5 a 9   | 40    |
| 28    | 0 a 4   | 12    |

## Economia
El 2007 la població en edat de treballar era de 521 persones, 382 eren actives i 139 eren inactives. De les 382 persones actives 356 estaven ocupades (191 homes i 165 dones) i 25 estaven aturades (11 homes i 14 dones). De les 139 persones inactives 54 estaven jubilades, 31 estaven estudiant i 54 estaven classificades com a «altres inactius».

### Ingressos
El 2009 a Hommarting hi havia 297 unitats fiscals que integraven 835,5 persones, la mediana anual d'ingressos fiscals per persona era de 18.566 €.

### Activitats econòmiques
Dels 9 establiments que hi havia el 2007, 2 eren d'empreses de construcció, 4 d'empreses de comerç i reparació d'automòbils, 1 d'una empresa d'hostatgeria i restauració, 1 d'una empresa d'informació i comunicació i 1 d'una empresa de serveis.
Dels 2 establiments de servei als particulars que hi havia el 2009, 1 era un taller de reparació d'automòbils i de material agrícola i 1 electricista.
L'any 2000 a Hommarting hi havia 9 explotacions agrícoles que ocupaven un total de 1.008 hectàrees.

## Equipaments sanitaris i escolars
El 2009 hi havia una escola elemental.

## Poblacions més properes
El següent diagrama mostra les poblacions més properes.